# Чаганти, Аниш
Ани́ш Ча́ганти (англ. Aneesh Chaganty; 30 января 1991, Редмонд) — американский режиссёр и сценарист индийского происхождения. Его дебют как кинорежиссера с триллером «Поиск» (2018) удостоился приза Альфреда П. Слоуна за полнометражный фильм на кинофестивале «Сандэнс» (2018).

## Биография
Аниш Чаганти родился в Редмонде, штат Вашингтон, и вырос в Сан-Хосе, штат Калифорния. Его родители, уроженцы штата Андхра-Прадеш, Индия, переехали в США в 1980-х годах. Его отец, получивший степень магистра компьютерной инженерии в Университете Дрекселя, занимает должность директора и главного технического директора в компании по изданию, консалтингу и поставкам программного обеспечения, основанной обоими его родителями, компанией AppEnsure Inc.
Чаганти посещал Христианскую среднюю школу Валли с 2005 по 2009 г. В 2013 г. он окончил Школу кинематографических искусств Университета Калифорнии[какого?] по специальности «кинематограф и производство телевизионных программ».

## Известные работы
- 2018 — Поиск
- 2020 — Взаперти